# Basilika
La Basilika (en griego: (τα) Βασιλικά, que quiere decir «(la ley) imperial») es una colección de leyes publicada por el emperador bizantino León VI el Sabio. Es una adaptación, escrita en griego, del Corpus Iuris Civilis de Justiniano a las condiciones del Imperio bizantino de los siglos IX y X. También compila leyes posteriores emanadas de León VI y su predecesor Basilio I el Grande. Se divide en 60 libros.